# Jonathan Riley-Smith
Jonathan Simon Christopher Riley Smith (27 de junio de 1938 – 13 de septiembre de 2016), fue un historiador de las Cruzadas, exprofesor de Historia Eclesiástica Dixie y miembro del Emmanuel College, Cambridge.

## Biografía
Fue educado en Eton College y en Trinity College de Cambridge, donde obtuvo su licenciatura (1960), maestría (1964), doctorado (1964), y LittD (2001).
Durante su carrera, ha sido profesor en la Universidad de St Andrews, el Queens' College (Cambridge), el Royal Holloway College de Londres, así como en el Trinity College.
Fue fundador de la Sociedad para el Estudio de las Cruzadas y el latín oriental. 
También es caballero de gracia de la Orden de Malta y caballero de justicia de la Venerable Orden de San Juan.
Actualmente está casado y tiene tres hijos.

## Obras
- The Knights of St John in Jerusalem and Cyprus, c.1050-1310 (Londres, Macmillan, 1967 repr . 2002)[2]
- Ayyubids, Mamlukes and Crusaders. Selections from the Tarikh al-Duwal wa'l Muluk of Ibn al-Furat ( con Ursula y Malcolm C. Lyons ) , 2 vols. (Cambridge, Heffer, 1971)
- The Feudal Nobility and the Kingdom of Jerusalem, 1174-1277 (Londres , Macmillan , 1973 repr 2002)[3]
- What Were the Crusades?  (Londres , Macmillan , 1977 2 ª edición 1992 tercera edición Basingstoke, Palgrave, 2002)[4]
- The Crusades: Idea and Reality, 1095-1274  ( con Louise Riley-Smith )  (Londres, Edward Arnold, 1981)
- The First Crusade and the Idea of Crusading (London and Philadelphia, Athlone/ University of Pennsylvania Press, 1986, paperback US 1990, UK 1993)[5]
- The Crusades: A Short History -Londres y New Haven, Athlone/ Yale University Press, 1987, (traducida al francés, italiano y polaco)
- The Atlas of the Crusades (editor) (Londres y Nueva York, Times Books/ Facts on File, 1991) - (traducido al alemán y francés)
- The Oxford Illustrated History of the Crusades (editor) (Oxford, Oxford University Press, 1995, paperback 1997) (now reissued as The Oxford History of the Crusades, paperback, 1999) - (traducido al alemán y francés)[6][7]
- Cyprus and the Crusades (editor, with Nicholas Coureas) (Nicosia, Society for the Study of the Crusades and the Latin East and Cyprus Research Centre, 1995)
- Montjoie: Studies in Crusade History in Honour of Hans Eberhard Mayer (editor, con Benjamin Kedar Z. y Rudolf Hiestand) (Aldershot, Variorum, 1997)
- The First Crusaders, 1095-1131 (Cambridge, Cambridge University Press, 1997, paperback 1998, 2000)[8][9]
- Hospitallers: The History of the Order of St. John (Londres, The Hambledon Press, 1999 , también en edición de bolsillo)
- Al seguito delle Crociate Rome (Di Renzo: Dialoghi Uomo e Società), 2000
- Dei gesta per Francos: Etudes sur les Croisades dediees a Jean Richard (editor, con M.Balard y BZKedar)  Aldershot (Ashgate), 2001
- The Crusades, Christianity, and Islam (Columbia University Press, 2008)

### Ediciones en español
- Riley-Smith, Jonathan (2012). ¿Qué fueron las cruzadas?. Acantilado. ISBN 978-84-15277-60-6.